# Кришевський Микола Миколайович
Мико́ла Микола́йович Крише́вський (пол. Mikołaj Kryszewski; у деяких джерелах — Крішевський, Крищевський чи Кричеський; *10 лютого 1878 — †29 грудня 1948) — полковник, учасник російсько-японської та Першої світової війни; військовик Російської імперії, Кримського крайовогу уряду, Української Держави, Західної добровольчої армії та Російської народної армії; автор мемуарів про події 1916-1918 років у Криму.

## Життєпис
Народився 10 лютого 1878 року у родині міщанина. Православний.
У 1895 році — закінчив Миколаївський кадетський корпус у Санкт-Петербурзі.
У 1899 році — закінчив Тифліське піхотне юнкерське училище.
Спочатку служив у піхоті — у 49-му Брестському піхотному полку (місто Севастополь).
Із 1900 року — співпрацював із газетами, а з 1917 по 1918 рік — друкувався в керченській газеті.

### У прикордонній варті
У травні 1903 року — у званні підпоручника — переведений на службу до 3-ї бригади Заамурського округу Окремого корпусу прикордонної варти.
У складі загону з 45-ї, 47-ї сотні та одного взводу 1-ї батареї прикордонників — брав участь у експедиції з розвідки Кореї (квітень-травень 1904 року).
Брав участь у Російсько-японській війні 1904-1905 років. Під час розвідки поблизу Гензана, маючи 25 людей проти двох рот японців, — протягом 2-х годин стримував ворога, а згодом — під вогнем підібравши поранених — відступив до свого загону. 
Із 1904 по 1906 рік — брав участь у охороні Китайсько-Східної залізниці.
Нагороджений Орденом Святого Станіслава 3-го ступеня, з мечами та бантом (1904), та 2-го ступеня (1912); Орденом Святої Анни 4 ступеня, «За хоробрість» (1904), 3-го ступеня, з мечами та бантом (1906), та 2-го ступеня (1916); Орденом Святого Володимира 4-го ступеня з мечами та бантом (1915).
Із 1906 по 1907 рік — офіцер загону Вержболовської бригади прикордонної варти.
6 грудня 1907 року — отримав звання штабс-ротмістр. 6 грудня 1911 — ротмістр.
Із 1909 по 1914 рік — служив у Криму, був офіцером загону 24-ї Кримської бригади Окремого корпусу прикордонної варти. З 1914 року, з початком Першої світовой війни, — командував ділянкою від Судака до Керчі. У 1916 році — мав у розпорядженні 2 роти ополчення, 4 гармати, 2 прикордонні загони та кінну команду.

### На службі в армії
У листопаді 1916 року — перейшов на службу до Окремої Чорноморської морської дивізії, яка призначалася для десантної операції із захоплення Чорноморських проток. З цього часу — починаються мемуари Кришевського (закінчуються — серединою 1918 року, коли він залишив Крим). З листопада 1916 по січень 1917 року — очолював штаб дивізії (Севастополь, готель Ветцеля). Із січня по лютий 1917 року — був командиром 7-го полку дивізії (Євпаторія). Із лютого по березень цього ж року — командиром батальйону цього ж полку. А з березня 1917 року — командиром батальйону 6-го полку дивізії (Балаклава). У другій половині 1917 року — перевівся до Керчі. Цього ж року — отримав звання підполковник.
На початку 1918 року більшовики, опираючись на матросів Чорноморського флоту, захопили владу в Криму. Їм протистояла Рада народних представників Таврійської губернії (своєрідний тимчасовий уряд у Сімферополі) та сили Директорії Кримської народної республіки. Разом вони мали 5–6 тисяч військових, тоді як у більшовиків було 20–25 тисяч солдат. Маючи перевагу у кількості, більшовики протягом двох тижнів розгромили об'єднані сили Ради і Директорії.
Окупаційну більшовицьку владу у Криму — Кришевський охарактеризував негативно. Свою участь в антибільшовицькій боротьбі описав так:

| «Під час недовгої боротьби проти більшовиків у Криму я теж взяв участь, але не встиг ще увійти в справу, як усе було ліквідовано, довелося тікати, і я знову засів у тихій Керчі». Оригінальний текст (рос.) «Во время недолгой борьбы против большевиков в Крыму я тоже принял участие, но не успел ещё войти в дело, как всё было ликвидировано, пришлось бежать, и я вновь засел в тихой Керчи». |
| |

У квітні 1918 року — на півночі півострова почався наступ об'єднаних україно-німецьких військ. 10 квітня — більшовики розпочали евакуацію з Перекопу пошти, казначейства та цивільного населення, а 15 квітня — вивезення зерна з Армянська. Цього ж дня більшовицький уряд Тавриди ухвалив рішення про реорганізацію армії. Кришевський згадував:

| «Підходила весна. І разом з подихом теплого вітерцю, разом з моментом воскресіння природи до Керчі докотилася спочатку боязка, а потім вже більш впевнена чутка, що на Крим рухаються українці та німці. Чутки ці спочатку ретельно приховувалися, але нарешті з'явилися відозви та накази на червоному папері, де говорилося, що «українсько-німецькі банди» простягають свої «хижі руки» до Криму, і що весь пролетаріат Криму і матроси встануть, як один, і знищать зухвалого ворога, «посіпак капіталу і чорної реакції»... З'явилися реляції про гучні перемоги, проте стала помітною тривога». Оригінальний текст (рос.) «Подходила весна. И вместе с дуновением теплого ветерка, вместе с моментом воскресения природы до Керчи докатился сначала робкий, а потом уже более уверенный слух, что на Крым двигаются украинцы и немцы. Слухи эти сначала тщательно скрывались, но наконец появились воззвания и приказы на красной бумаге, где говорилось, что «украино-немецкие банды» протягивают свои «хищные руки» к Крыму и что весь пролетариат Крыма и матросы встанут, как один, и уничтожат дерзкого врага, «прихвостней капитала и черной реакции»... Появились реляции о громких победах, однако стала заметна тревога...». |
| |

Кришевський служив Кримському крайовому уряду, був у міській охороні узбережжя Керчі. В квітні 1918 року — взяв участь у антибільшовицькому виступі у Керчі. Невдовзі — виїхав до Одеси.
З літа 1918 року — призначений командиром Навчальної кінної сотні Української армії. Вступив на службу гетьманській Україні, бо вважав, що з гетьманської України «прийде оздоровлення Росії».
У 1919 році — вступив до Західної добровольчої армії (військове формування білої гвардії та балтійських німців на території Естонії та Латвії), де служив у штабі Пластунської дивізії (входила до корпусу графа Келлера). Згодом, цього ж року — перейшов на службу до Російської народної армії (об'єднання військ білого руху на території Всевеликого Війська Донського). 
Цього ж року — отримав звання полковник.

### Еміграція
У грудні 1919 року — емігрував до Німеччини.
З березня 1920 — у складі Російського загону — перебував у таборі біженців Альтенграбов. У січні-квітні 1921 — у таборі Альтенау. З травня 1921 по жовтень 1922 — у таборі російських біженців з України Шейєн (Целле).
Згодом — переїхав до Франції. Активно займався громадською діяльністю: був членом редколегії щотижневої емігрантської газети «Родная земля» (Париж, 1925-1928); членом Організаційного комітету з підготовки Російського закордонного з'їзду і делегатом з'їзду (1926 рік, Париж, готель «Majestueux») від Франції; головою Російського робочого союзу.
У 1924 році, в 13-му томі «Архива русской революціи», — вийшли спогади Кришевського про події 1916-1918 років у Криму(у 1992 році — «Архивъ русской революціи» перевидало репринтним способом у Москві видавництво «Терра-Политиздат», а у 2009 році — спогади Кришевського увійшли до книги «Красный террор глазами очевидцев» московського видавництва «Айрис-пресс»).
Помер 29 грудня 1948 року у Парижі. Похований на цвинтарі Сент-Женев'єв-де-Буа.

## Родина
Дружина — Наталія Костянтинівна (*26 серпня 1884 — †26 жовтня 1966, Париж). Син — Юрій (*1909 — †?).

## Спогади сучасників
Прикордонник полковник С. Н. Сомов у неопублікованих мемуарах так характеризував Кришевського:

| «... весь час проявляв себе до революції затятим монархістом...». Оригінальний текст (рос.) «...всё время проявлявший себя до революции ярым монархистом...». |
| |